# Brian O’Neill (Eishockeyspieler)
Brian Thomas O’Neill (* 1. Juni 1988 in Yardley, Pennsylvania) ist ein US-amerikanischer Eishockeyspieler, der seit Juli 2024 beim Luleå HF aus der Svenska Hockeyligan (SHL) unter Vertrag steht und dort auf der Position des Flügelstürmers spielt. O’Neill gehörte zum Aufgebot der Vereinigten Staaten bei den Olympischen Winterspielen 2018 und 2022.

## Karriere

### Jugend und College
Brian O’Neill spielte in seiner Jugend unter anderem für die Chicago Steel in der United States Hockey League (USHL), der höchsten Juniorenliga der Vereinigten Staaten. In seinem ersten und einzigen Jahr dort kam er prompt auf einen Punkteschnitt von über 1,0 (61 in 60 Spielen) und wurde infolgedessen ins USHL All-Rookie Team berufen. Anschließend schrieb sich der Angreifer zum Herbst 2008 an der Yale University ein und lief fortan für deren Eishockey-Team, die Yale Bulldogs, in der ECAC Hockey im Spielbetrieb der NCAA auf. Bereits als Freshman gewann er mit den Bulldogs die Meisterschaft der ECAC und wurde nach 26 Scorerpunkten in 33 Spielen ins ECAC All-Rookie Team gewählt. Insgesamt verbrachte O’Neill vier Jahre in Yale, steigerte seine persönliche Statistik kontinuierlich und wurde zweimal ins ECAC First All-Star Team berufen, während er die Bulldogs in seinem letzten Jahr als Mannschaftskapitän anführte. Darüber hinaus schloss er sein Studium mit einem Bachelor in Politikwissenschaft ab.

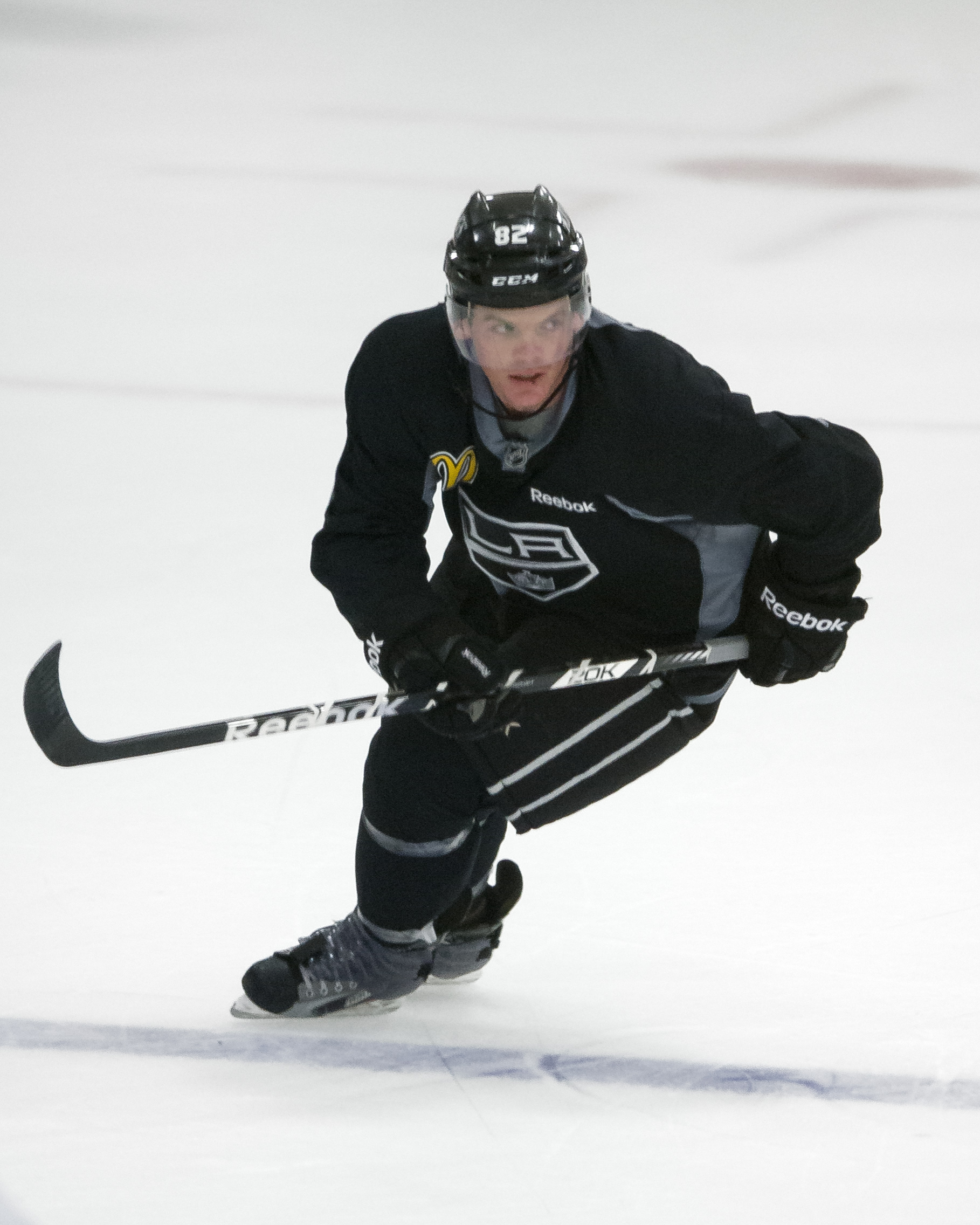
O’Neill im Training bei den Los Angeles Kings (2013)

### Profibereich
Ohne in einem NHL Entry Draft berücksichtigt worden zu sein, unterzeichnete O’Neill im März 2012 als Free Agent einen Einstiegsvertrag bei den Los Angeles Kings aus der National Hockey League (NHL). Bei deren Farmteam, den Manchester Monarchs, gab er noch zum Ende der Spielzeit 2011/12 sein Profidebüt in der American Hockey League (AHL) und lief für das Team auch in den folgenden Jahren auf, ohne von den Kings in deren NHL-Aufgebot berücksichtigt zu werden. Der Durchbruch in der AHL gelang ihm dabei in der Saison 2014/15, als er die gesamte Liga in Vorlagen (58), Punkten (80) und in der Plus/Minus-Statistik (+30) anführte, wobei er als bester Scorer die John B. Sollenberger Trophy erhielt. Darüber hinaus zeichnete man ihn als Most Valuable Player mit dem Les Cunningham Award aus und berief ihn zum AHL All-Star Classic sowie ins AHL Second All-Star Team. Unterdessen gewann er mit den Monarchs am Saisonende die Playoffs um den Calder Cup.
Trotz dieser Leistungen gaben die Kings den Angreifer im Oktober 2015 an die New Jersey Devils ab und sollten im Gegenzug ein Siebtrunden-Wahlrecht für den NHL Entry Draft 2017 erhalten, sofern die Devils O’Neill zur Folgesaison mit einem neuen Vertrag ausstatteten; dies geschah in der Folge nicht. Allerdings bot dieser Transfer ihm die Möglichkeit, erste Erfahrungen in der NHL zu sammeln, so gehörte er bis Dezember 2015 zum Kader New Jerseys und absolvierte in dieser Zeit 22 Partien in der höchsten Liga Nordamerikas. Anschließend wurde er erneut in die AHL zu den Albany Devils geschickt, bei denen er die Saison beendete und sich in der Folge zu einem Wechsel nach Europa entschloss, indem er im Mai 2016 einen Vertrag bei den finnischen Jokerit aus der Kontinentalen Hockey-Liga unterzeichnete. Dort etablierte er sich ebenso als regelmäßiger Scorer und erhielt im Dezember 2017 einen neuen Dreijahresvertrag. Zur Saison 2022/23 wechselte der US-Amerikaner zum Schweizer Meister EV Zug, bei dem er einen Zweijahresvertrag unterzeichnete. Nach dem Auslaufen des Vertrags schloss sich O’Neill im Sommer 2024 dem Luleå HF aus der Svenska Hockeyligan (SHL) an. Mit Luleå gewann er im Frühjahr 2025 die schwedische Meisterschaft.

### International
Erste internationale Erfahrungen sammelte O’Neill beim Deutschland Cup 2017, bei dem er mit der Nationalmannschaft der USA nur den vierten und letzten Platz belegte. Dennoch wurde knapp einen Monat später bekanntgegeben, dass der Angreifer für das Aufgebot des Team USA bei den Olympischen Winterspielen 2018 nominiert wurde. Dabei profitierte er von der Entscheidung der National Hockey League, die Saison für diese Olympiade nicht zu unterbrechen und ihre Spieler somit für eine Teilnahme zu sperren. In Pyeongchang erreichte er mit der US-amerikanischen Auswahl schließlich den siebten Platz. Vier Jahre später gehörte er bei den Olympischen Winterspielen 2022 in der chinesischen Hauptstadt Peking ebenfalls zum Aufgebot.

## Erfolge und Auszeichnungen
| - 2008 USHL All-Rookie Team - 2009 Whitelaw-Cup-Gewinn mit der Yale University - 2009 ECAC All-Rookie Team - 2011 ECAC First All-Star Team - 2012 ECAC First All-Star Team - 2015 Calder-Cup-Gewinn mit den Manchester Monarchs | - 2015 Teilnahme am AHL All-Star Classic - 2015 John B. Sollenberger Trophy - 2015 Les Cunningham Award - 2015 AHL Second All-Star Team - 2025 Schwedischer Meister mit Luleå HF |

## Karrierestatistik
Stand: Ende der Saison 2024/25

### International
Vertrat die USA bei:
- Olympischen Winterspielen 2018
- Olympischen Winterspielen 2022

(Legende zur Spielerstatistik: Sp oder GP = absolvierte Spiele; T oder G = erzielte Tore; V oder A = erzielte Assists; Pkt oder Pts = erzielte Scorerpunkte; SM oder PIM = erhaltene Strafminuten; +/− = Plus/Minus-Bilanz; PP = erzielte Überzahltore; SH = erzielte Unterzahltore; GW = erzielte Siegtore; 1 Play-downs/Relegation; Kursiv: Statistik nicht vollständig)